# Lester Patrick Trophy

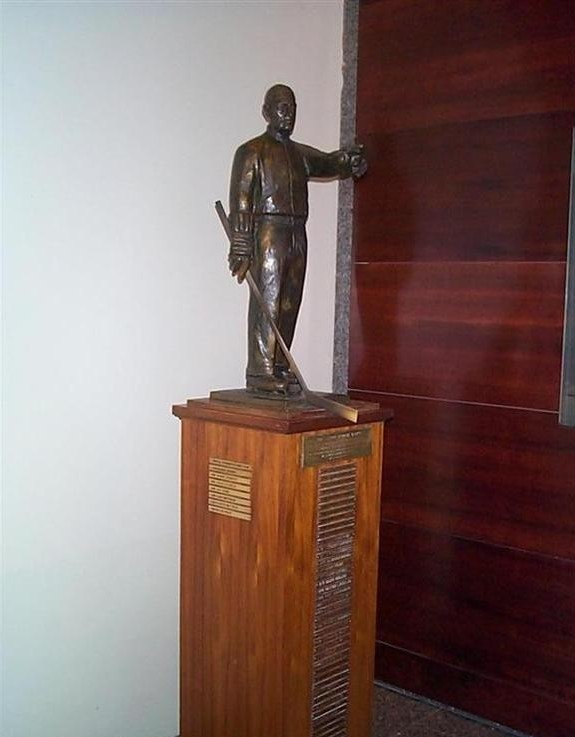
Lester Patrick Trophy

Lester Patrick Trophy je trofej, která se uděluje v zámořské NHL prakticky komukoliv, kdo se zaslouží o rozvoj ledního hokeje ve Spojených státech. Název nese po Lesterovi Patrickovi hráči týmu New York Rangers a trenérovi. Udělována je od roku 1966.

## Volení držitelé
- 1966 – John James Adams trenér
- 1967 – Gordie Howe hráč, Charles Adams funkcionář, James E. Norris funkcionář
- 1968 – Tommy Lockhart funkcionář, Walter A. Brown funkcionář, John R. Kilpatrick funkcionář
- 1969 – Bobby Hull hráč, Edward J. Jeremiah trenér
- 1970 – Eddie Shore hráč, Jim Hendy funkcionář
- 1971 – William M. Jennings funkcionář, John Sollenberger funkcionář, Terry Sawchuk hráč
- 1972 – Clarence S. Campbell funkcionář, John Kelly funkcionář, Ralph Weiland hráč, James D. Norris funkcionář
- 1973 – Walter Bush funkcionář
- 1974 – Alex Delvecchio hráč, Murray Murdoch trenér, Weston Adams funkcionář, Charles L. Crovat funkcionář
- 1975 – Donald M. Clark funkcionář, Bill Chadwick rozhodčí, Tommy Ivan trenér
- 1976 – Stan Mikita hráč, Al Leader rozhodčí, Bruce Norris funkcionář
- 1977 – Johnny Bucyk hráč, Murray Armstrong hráč, John Mariucci tým
- 1978 – Phil Esposito hráč, Tom Fitzgerald funkcionář, William Thayer Tutt funkcionář, Bill Wirtz funkcionář
- 1979 – Bobby Orr, hráč
- 1980 – Bobby Clarke hráč, Ed Snider funkcionář, Fred Shero trenér, Americký olympijský tým 1980 tým
- 1981 – Charles M. Schulz, funkcionář
- 1982 – Emile P. Francis, tým
- 1983 – Bill Torrey, funkcionář
- 1984 – John A. Ziegler Jr. funkcionář, Art Ross funkcionář
- 1985 – Jack Butterfield funkcionář, Arthur M. Wirtz funkcionář
- 1986 – John MacInnes trenér, Jack Riley trenér
- 1987 – Hobey Baker hráč, Frank Mathers trenér
- 1988 – Keith Allen funkcionář, Fred Cusick funkcionář, Bob Johnson trenér
- 1989 – Dan Kelly funkcionář, Lou Nanne tým, Lynn Patrick hráč, Bud Poile, tým
- 1990 – Len Ceglarski hráč
- 1991 – Rod Gilbert hráč, Mike Ilitch funkcionář
- 1992 – Al Arbour trenér, Art Berglund funkcionář, Lou Lamoriello funkcionář
- 1993 – Frank Boucher hráč, Red Dutton funkcionář, Bruce McNall funkcionář, Gil Stein funkcionář
- 1994 – Wayne Gretzky hráč, Robert Ridder funkcionář
- 1995 – Joe Mullen hráč, Brian Mullen hráč, Bob Fleming hráč
- 1996 – George Gund funkcionář, Ken Morrow hráč, Milt Schmidt tým
- 1997 – Seymour H. Knox III funkcionář, Bill Cleary hráč, Pat LaFontaine hráč
- 1998 – Peter Karmanos funkcionář, Neal Broten hráč, John Mayasich hráč, Max McNab tým
- 1999 – Harry Sinden funkcionář, Americký olympijský tým žen 1980 tým
- 2000 – Mario Lemieux hráč, Craig Patrick funkcionář, Lou Vairo trenér
- 2001 – Gary Bettman funkcionář, Scotty Bowman trenér, David Poile funkcionář
- 2002 – Herb Brooks trenér, Larry Pleau tým, Americký olympijský tým 1960 tým
- 2003 – Willie O'Ree hráč, Ray Bourque hráč, Ron DeGregorio funkcionář
- 2004 – Mike Emrick média, John Davidson média, Ray Miron funkcionář
- 2005 – stávka NHL žádný vítěz
- 2006 – Red Berenson tým, Marcel Dionne hráč, Reed Larson hráč, Glen Sonmor trenér, Steve Yzerman hráč
- 2007 – Brian Leetch hráč, Cammi Granatová hráčka, Stan Fischler média, John Halligan funkcionář
- 2008 – Ted Lindsay hráč, Bob Naegele Jr. funkcionář, Brian Burke funkcionář, Phil Housley hráč
- 2009 – Mark Messier hráč, Mike Richter hráč, Jim Devellano funkcionář
- 2010 – Cam Neely hráč aj., Jack Parker trenér, Jerry York trenér, Dave Andrews funkcionář
- 2011 – Mark Johnson trenér, Jeff Sauer trenér, Tony Rossi funkcionář, Bob Pulford funkcionář
- 2012 – Bob Chase-Wallenstein média, Dick Patrick funkcionář
- 2013 – Kevin Allen média
- 2014 – Paul Holmgren funkcionář
- 2015 – Jeremy Jacobs funkcionář, Bob Crocker funkcionář
- 2016 – Mark Howe	Hráč, Patrick J. Kelly funkcionář
- 2017 – Peter Lindberg funkcionář, Dave Ogrean funkcionář